# Station Silno
Station Silno is een spoorwegstation in de Poolse plaats Silno.